# Aéroport de Moscou-Cheremetievo
Pour les articles homonymes, voir Aéroport de Moscou.
L'aéroport de Moscou-Cheremetievo - Alexandre Pouchkine (en russe : Международный аэропорт Шереметьево имени Александра Сергеевича Пушкина [mʲɪʐdʊnɐˈrodnɨj ɐɪrɐˈport ʂɨrʲɪˈmʲetʲjɪvə], code IATA : SVO • code OACI : UUEE • Code aéronautique de l'espace russophone : russe : ШРМ, communément appelé « aéroport de Moscou-Cheremetievo » ou « Chérémétiévo-2 », est un aéroport qui dessert la ville de Moscou en Russie. Situé à une trentaine de kilomètres au nord de la capitale russe, l'aéroport international de Chérémétiévo-2 a été construit à l'occasion des Jeux olympiques d'été de 1980. Il s'est ajouté au complexe aéroportuaire de Chérémétiévo-1 qui a été ouvert en 1964.
C'est le plus grand aéroport de Russie, devant Domodedovo. En 2012, 228 868 vols y ont transporté 26 188 000 passagers. C'est la principale plate-forme de correspondance de la compagnie Aeroflot.

## Histoire

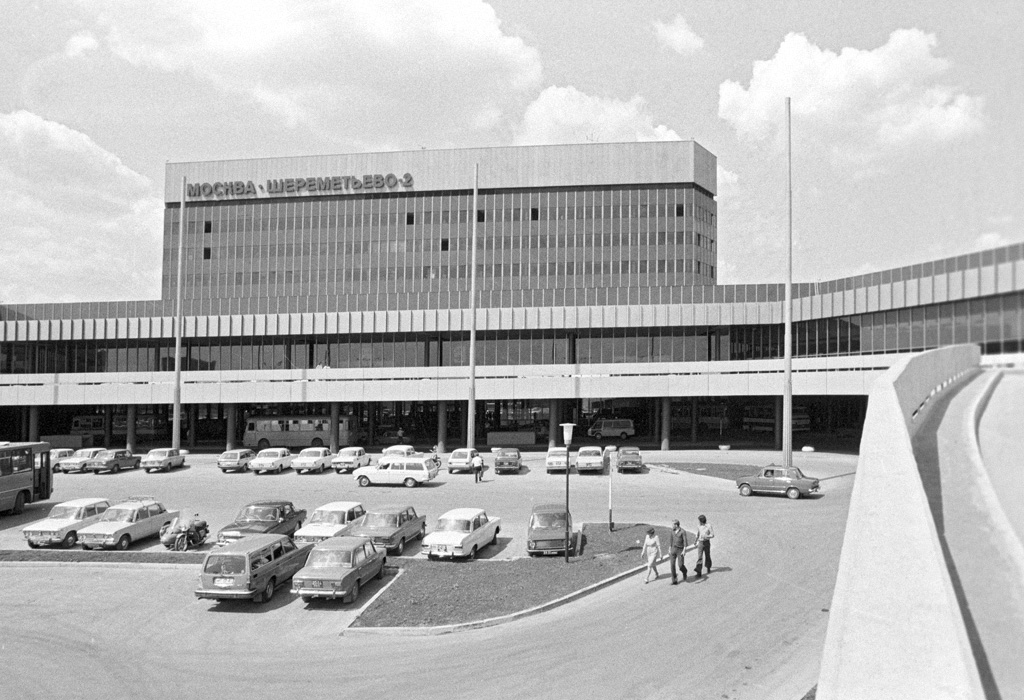
Le terminal F construit pour les JO de Moscou.

L'aéroport de Chérémétiévo est inauguré le 11 août 1959. Le premier décollage d'un avion de ligne a lieu le 1er juin 1960 à destination de Berlin. Ce nouvel aéroport se situe près du village de Cheremetievsky qui lui donne son nom. Il est desservi par l'Aéroexpress depuis la gare de Biélorussie et dispose d'une navette gratuite entre Chérémétiévo-2 et Chérémétiévo-1.
Le premier ensemble, Chérémétiévo-1, entre en service le 3 septembre 1964 pour servir initialement à des vols intérieurs à la Russie. Il est aussi utilisé pour le premier service passager d'un Tupolev Tu-134, qui part de Chérémétiévo vers Stockholm le 12 septembre 1967, et le premier service passager d'un Iliouchine Il-62, à destination de Montréal le 15 septembre 1967.
Le second ensemble, Chérémétiévo-2, est ouvert le 1er janvier 1980 en vue des Jeux olympiques de 1980. Il est construit en s'inspirant de l'aéroport de Hanovre. Il est prévu pour les vols internationaux. Chérémétiévo-1 et Chérémétiévo-2 ne sont pas liés physiquement. Il s'agit en fait de deux aéroports séparés par une certaine distance, qui se partagent des pistes. Cette configuration est assez inhabituelle bien qu'elle soit aussi celle des aéroports de Saint-Pétersbourg-Poulkovo, Minneapolis-Saint-Paul, de Kingsford Smith-Sydney, de Perth, de Budapest et de Manille-N. Aquino.
À partir des années 2000, Chérémétiévo subit la concurrence de l'aéroport de Moscou-Domodédovo qui est plus récent et plus confortable. De grandes compagnies aériennes changent alors d'aéroport, notamment Lufthansa, British Airways, Iberia Airlines, Japan Airlines, Brussels Airlines, Austrian Airlines et Swiss International Air Lines.

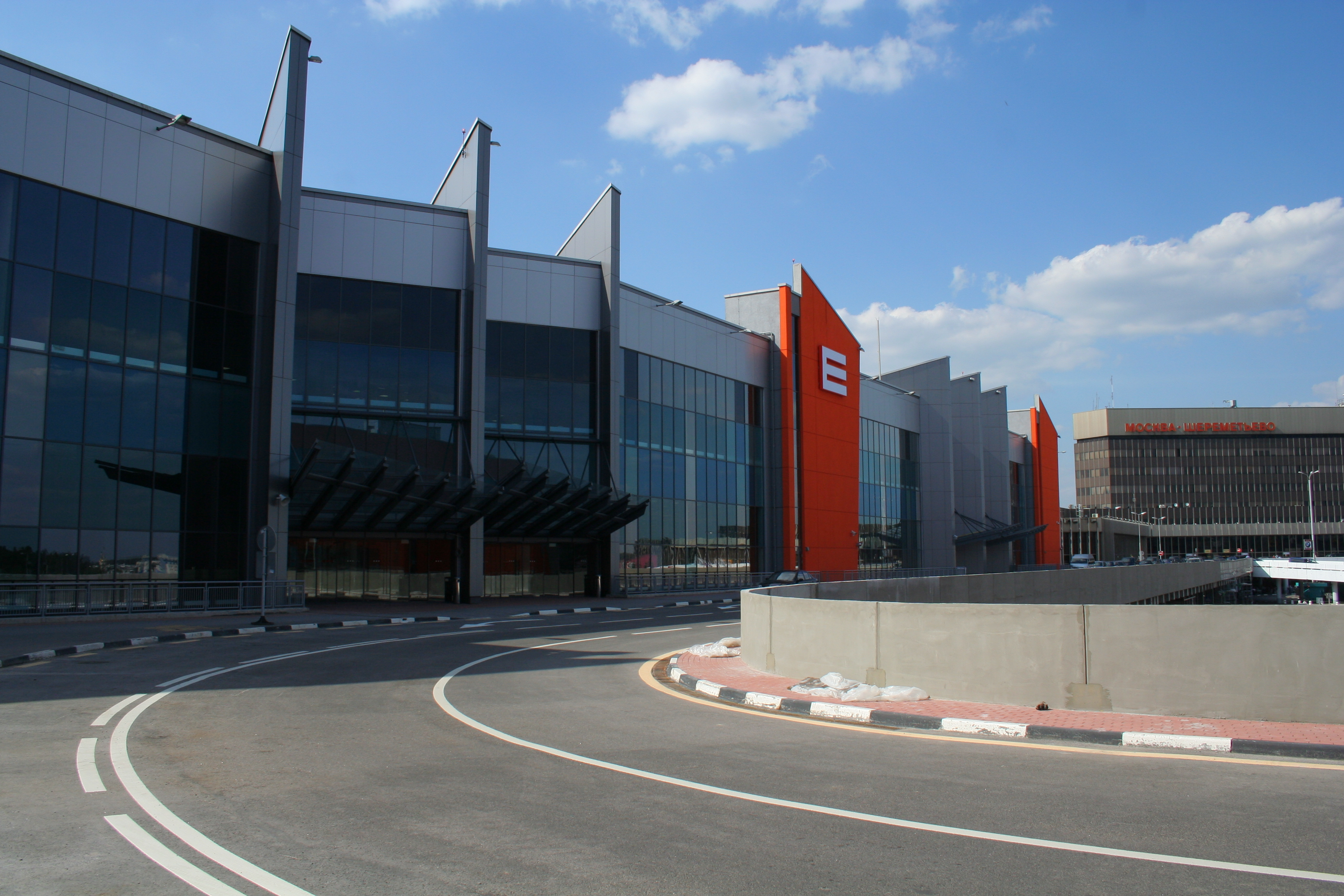
Le terminal E inauguré en 2010.

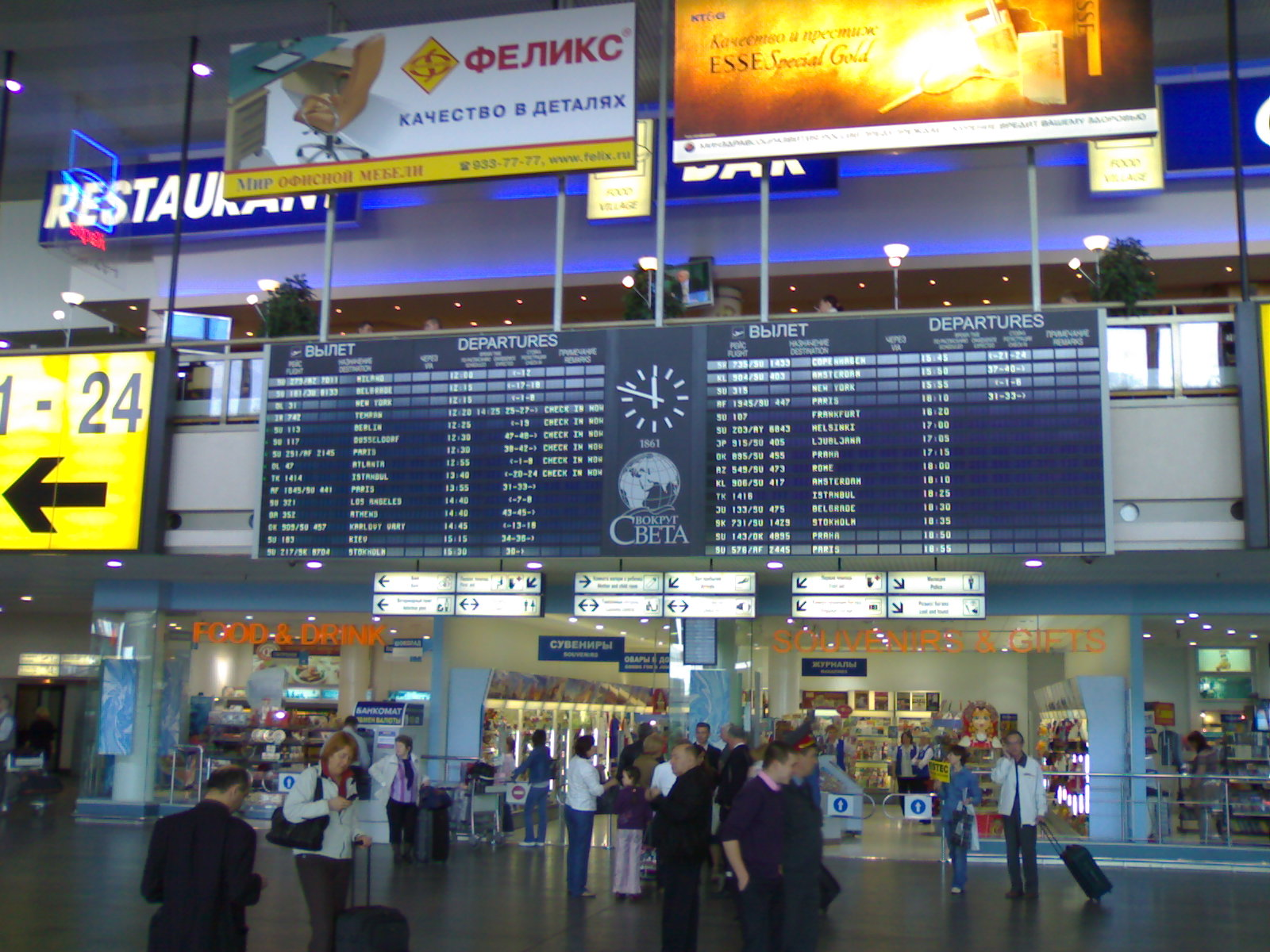
La salle d'embarquement à Chérémétiévo « F ».

Depuis le 25 décembre 2009, les numéros des terminaux ont été remplacés par des lettres.
Le 3 juillet 2010, les terminaux D, E, F et le terminal ferroviaire sont reliés par des passages couverts pour le public, ainsi que vers les services de sécurité le 2 novembre 2010. Après la reconstruction de la partie sud, 25 millions de passagers peuvent être accueillis chaque année. Ensuite, après la reconstruction de la partie nord, la capacité de l'aéroport montera à 40 millions de voyageurs par an.
En décembre 2011, un nouveau Centre de contrôle régional (ACC) est ouvert. L'aéroport a aussi une cellule de crise pour gérer les situations d'urgence.
Le 23 juin 2013, Edward Snowden arrive à l'aéroport puis y séjourne en zone de transit. En provenance de Hong Kong où il s'était rendu après avoir quitté les États-Unis, il a par la suite obtenu un visa de 3 ans en Russie.
Le 5 mai 2019, un avion Soukhoï en feu devant relier Moscou à Mourmansk a effectué un atterrissage d'urgence après un incendie à bord qui a fait 41 morts et six blessés sur les 78 passagers.

## Caractéristique
Sheremetyevo est un aérodrome de classe «A», capable d'accueillir tous les types d'aéronefs, que ce soit des productions nationales ou étrangères. En 2002, l'aéroport a été classé dans la catégorie IIIA de l'Organisation de l'aviation civile internationale (OACI), lui permettant d'assurer l'atterrissage d'aéronefs avec une visibilité verticale minimale de 15 mètres et une portée de visibilité sur la piste d'envol et d'atterrissage d'au moins 175 mètres. Les décollages des appareils des catégories A, B et C sont possibles avec une portée de visibilité minimale de 125 mètres sur la piste, tandis que pour les avions de la catégorie D, cette distance est de 150 mètres, sans restriction liée à la visibilité verticale.
L'aéroport dispose de trois pistes d'envol. Deux pistes parallèles en béton armé sont situées au sud des terminaux A et B :
- la piste 06R/24L (Piste 2) mesurant 3 700 mètres,
- la piste 06C/24C (Piste centrale C, ancienne Piste 1) mesurant 3 550 mètres.

Cependant, en raison de la distance insuffisante entre les deux pistes (280 mètres), elles ne peuvent pas être utilisées comme des pistes entièrement indépendantes . Par conséquent, les opérations de décollage et d'atterrissage sur les deux pistes nécessitent les mêmes intervalles de sécurité qu'une seule piste. En 2015, la construction d'une troisième piste a commencé, inaugurée le 19 septembre 2019. Cette nouvelle piste, appelée Piste 3 (06L/24R), mesure 3 200 mètres et est située au nord des terminaux A et B. Bien qu'elle puisse accueillir tous les types d'appareils, certains restrictions sur le poids au décollage s'appliquent pour les avions très lourds tels que le Boeing 747, Boeing 777, MD11, An-124 et Airbus A380.
Les limitations sont également liées aux règles de l'aviation russes et de l'OACI . Il existe toutefois des aéroports dans le monde où des pistes espacées de moins de 280 mètres fonctionnent efficacement en parallèle, comme à San Francisco, où deux paires de pistes séparées de seulement 230 mètres sont exploitées simultanément. À l'aéroport de Seattle, avant l'introduction de la troisième piste en 2008, jusqu'à 84 mouvements d'avions par heure étaient effectués avec une configuration similaire à celle de Sheremetyevo. En 2018, Sheremetyevo assurait entre 55 et 65 opérations d'envol et d'atterrissage par heure, atteignant un pic de 69 opérations le 27 janvier 2018.
En 2011, Sheremetyevo a inauguré son Centre de gestion de l'aéroport, un projet stratégique permettant de superviser les processus opérationnels, de coordonner la collaboration entre tous les intervenants impliqués dans le service des avions, des passagers et des bagages, ainsi que de suivre et analyser en temps réel les conditions sur le terrain.
Sheremetyevo met en œuvre un système automatisé de contrôle des bagages à trois niveaux, incluant des introscopeurs MVT-HR et des tomodensitomètres multifonctionnels Examiner (3DX 6500). Pour le contrôle des passagers, des scanners portables ProVision-100 et SafeScout 100 utilisant la technologie millimétrique sont employés.
Dans le cadre de la prévention des incidents aériens et des actes de sabotage illégaux, plusieurs systèmes de sécurité sont activement utilisés à Sheremetyevo:
- Le contrôle radiographique des bagages et des bagages à main;
- Une système intégré de vidéosurveillance;
- Des méthodes de profilage psychologique;
- L'intervention de la brigade cynophile.

L'aéroport de Sheremetyevo applique également un standard de service des passagers appelé norme 20/40 pour les emplacements de stationnement au contact, garantissant que le premier bagage est remis aux passagers dans un délai de 20 minutes après l'immobilisation de l'avion (sous le télétapis), et que le dernier bagage est distribué dans un délai de 40 minutes.

## Situation
| Vnoukovo Domodiédovo Joukovski · Ramenskoïe Chérémétiévo Ostafiévo Chkalovskii |

### Carte des aéroports russes
| \| 50 km1:1 791 000 \| Koursk Abakan Anapa Pskov Arkhangelsk Astrakhan Barnaoul Belgorod Blagoveshchensk Bratsk Grozny Guelendjik Iakoutsk Iékaterinbourg Ijevsk Ioujno-Sakhalinsk Irkoutsk Kaliningrad Kazan Kemerovo Khabarovsk Khanty-Mansiïsk Krasnodar Krasnoïarsk Magadan Magnitogorsk Makhachkala Mineralnye Vody Mirny Moscou · SVO Moscou · DME Moscou-VKO Mourmansk Narian-Mar Nijnekamsk Nijnevartovsk Nijni Novgorod Noïabrsk Alykel Novokouznetsk Novossibirsk Novy Ourengoï Omsk Orenbourg Oufa Oulan-Oude Oulianovsk Perm Petropavlovsk-Kamtchatski Rostov · sur-le-Don Sabetta Saint-Pétersbourg Salekhard Samara Saratov Simferopol Sotchi Sourgout Stavropol Kyzyl Syktyvkar Tcheliabinsk Tchita Tioumen Tomsk Vladivostok Volgograd Voronej |
| 50 km1:1 791 000 |

## Terminaux
L'aéroport de Sheremetyevo est composé des terminaux passagers suivants:
- Terminal A (aviation d'affaires);
- Terminal B (vols intérieurs);
- Terminal C (vols internationaux);
- Terminal D (vols intérieurs et internationaux);
- Terminaux E et F (vols internationaux).

Les terminaux B et C forment le Complexe terminal nord (CTN), tandis que les terminaux D, E et F constituent le Complexe terminal sud (CTS).
Sur le territoire de l'aéroport fonctionnent également deux complexes cargo: le plus grand complexe logistique de Russie, Sheremetyevo "Moscou Cargo", et Sheremetyevo-Cargo.

### Terminal A
Situé dans la partie nord-est de l'aéroport, à l'est des terminaux C et B. Il est affecté au service des passagers de l'aviation d'affaires. Le terminal a été inauguré le 15 janvier 2012.
Les 22 positions de stationnement éloignées du secteur ouest du terminal B sont utilisées pour desservir les avions d'affaires du terminal A.

### Terminal B
Inauguré le 3 mai 2018, sur le site de l'ancien aérogare Sheremetyevo-1, qui existait de 1964 à 2015.
Le terminal est situé dans la partie nord de l'aéroport, à proximité du terminal C. L'ancien terminal, mis en service en 1964, était initialement appelé Sheremetyevo-1 jusqu'en décembre 2009. Il se divisait en deux bâtiments: une salle d'arrivée et une salle de départ. À proximité se trouvait le pavillon de embarquement surnommé "La Coupe", en raison de ses particularités architecturales. Ce projet architectural avait été réalisé par une équipe dirigée par G. Elkin et Yu. Kryukov.
L'ancien terminal B comprenait 86 positions de stationnement éloignées, dont:
- 8 réservées à l'entretien technique des avions d'Aeroflot;
- 22 positions du secteur ouest utilisées pour l'aviation d'affaires;
- 5 positions du secteur est utilisées pour les vols fret.

Entre 2010 et 2011, ce terminal a accueilli la compagnie low-cost Avianova. De 2011 à 2012, il a desservi les vols des filiales d'Aeroflot. Du 11 juin au 4 août 2014, il a été utilisé pour les passagers de la compagnie low-cost Dobrolet.
Le dernier vol a eu lieu en septembre 2014, après quoi l'ancien terminal a été fermé pour permettre la construction du nouveau bâtiment. La démolition a commencé mi-juillet 2015 et s'est achevée fin août. Le pavillon de embarquement "La Coupe" a également été démonté à la fin juillet 2015 malgré des protestations publiques. En juin 2015, un monument dédié à l'avion Il-62 (une version modernisée produite au début des années 1980) a été installé près du terminal B.
Le nouvel édifice du terminal B, construit sur le site de l'ancien terminal, a été officiellement ouvert le 3 mai 2018, à l'occasion du début de la Coupe du monde de football 2018. En mai 2018, le Passage inter-terminal de Sheremetyevo a été inauguré, avec une station nord intégrée au terminal B. Des trains câblés transportent désormais les passagers et leurs bagages via un tunnel ,. Depuis novembre 2018, le terminal B dessert tous les vols intérieurs d'Aeroflot et de la compagnie Rossiya.

### Terminal C
Le 12 mars 2007, le nouveau terminal C de classe internationale a été inauguré. Situé dans la partie nord de l'aéroport, à proximité du terminal B, il desservait principalement des vols charters et était le hub pour les compagnies charter Nordwind Airlines et Ikar. Le terminal comprenait 30 comptoirs d'enregistrement, 36 cabines de contrôle des passeports, un système automatisé en trois niveaux pour le contrôle des bagages et un système automatique de tri des bagages. Six positions d'accostage étaient équipées de passerelles télescopiques. Le terminal C était relié par une galerie piétonne à un parking multivariétés pouvant accueillir 1 000 véhicules.
En automne 2008, une chapelle orthodoxe dédiée à l'Archange Michel et aux autres forces célestes incorporelles a été ouverte dans le bâtiment du terminal C.
Le 1er avril 2017, le terminal C a fermé pour rénovation afin d'être intégré au nouvel ensemble du terminal B.
Le nouveau terminal passager C a été construit dans le cadre du programme de développement à long terme du hub aéroportuaire de Moscou (MAH) et fait partie du Complexe terminal nord (terminaux B et C) de l'aéroport de Sheremetyevo. Conçu pour les lignes internationales, il peut traiter jusqu'à 20 millions de passagers par an. Ce terminal comprend un bâtiment principal de sept étages avec une superficie totale de 127 375 m², une tour de contrôle pour la gestion du mouvement au sol, ainsi qu'un parking couvert sur six niveaux pouvant accueillir 2 500 véhicules, connecté au terminal par une galerie piétonne. L'une des principales tâches lors de la conception et de la construction du terminal C était de combiner technologie avancée et design architectural conceptuel, s'inspirant des traditions du constructivisme russe.
Le terminal C est désormais connecté au terminal B. L'intégration sous un même toit des deux structures constitue l'une des caractéristiques techniques les plus complexes du projet. Cette union permet aux passagers d'utiliser les services et infrastructures des deux terminaux simultanément et aux passagers en correspondance de se déplacer rapidement entre les terminaux via la zone transfrontalière.
Le terminal C dispose de 84 comptoirs d'enregistrement, 60 cabines de contrôle des passeports dans la zone de départ (dont 10 cabines automatisées), 60 cabines dans la zone d'arrivée (dont 10 cabines automatisées), 4 cabines + 8 lecteurs de cartes d'embarquement dans la zone de transit, 8 cabines réservées aux équipages et 20 passerelles télescopiques. L'ouverture du nouveau terminal C a eu lieu le 17 janvier 2020. En 2021, Aeroflot a transféré une partie de ses vols internationaux du terminal D vers le terminal C, réservant le terminal D exclusivement pour les vols vers les pays de la CEI. À partir de 2021, les vols des compagnies Qatar Airways et Etihad Airways ont également été redirigés depuis l'aéroport Domodedovo vers le terminal C.

### Terminal D
Aeroflot avait tenté de réaliser un projet pour un nouveau terminal initialement appelé Sheremetyevo-3, dès janvier 2001. La construction du terminal a commencé en 2005 et le complexe a été mis en service le 15 novembre 2009. La construction de ce terminal destiné à Aeroflot était l'une des conditions pour son adhésion à l'alliance SkyTeam. L'entrepreneur principal était la société turque Enka, tandis que l'exploitant de la construction était l'entreprise société anonyme ouverte «Terminal».
Le 15 novembre 2009, à 9h15, le premier vol du terminal D a décollé à destination de Sotchi. Jusqu'en avril 2012, contrairement aux autres terminaux, le terminal D était exploité par une structure distincte, société anonyme ouverte «Terminal», contrôlée par société anonyme ouverte «Aeroflot». En avril 2012, société anonyme ouverte «Terminal» a été fusionné avec société anonyme ouverte «Aéroport international de Sheremetyevo», dont les actionnaires incluent Aeroflot, Vnesheconombank et VTB.
L'image architecturale du terminal D s'inspire d'un cygne géant aux ailes déployées, symbolisant la protection des passagers et incarnant les riches traditions culturelles et aéronautiques de la Russie.
Depuis mars 2022, le terminal a été temporairement fermé en raison de la baisse du trafic aérien. Il a rouvert ses portes le 1er juin 2024.

### Terminal E
En 2010, le terminal international E a été inauguré à Sheremetyevo. Ce terminal dessert les vols des compagnies partenaires d'Aeroflot dans l'alliance SkyTeam (Air France, KLM), ainsi que certains vols directs d'Aeroflot. Les terminaux D, E, F et la gare ferroviaire Aeroexpress forment le Complexe terminal sud, interconnectés par des galeries piétonnes équipées de tapis roulants, permettant aux passagers de se déplacer librement dans tout le complexe. Les terminaux D, E et F partagent une zone stérile commune pour les départs internationaux.
En décembre 2010, une chapelle dédiée à Nicolas le Miracleur a été ouverte dans le terminal E.
Depuis mars 2020, le terminal est fermé en raison de la baisse du trafic aérien liée à la pandémie.

### Terminal F
Le terminal Sheremetyevo-2 a été mis en service le 6 mai 1980. Il comprenait un aérogare passager avec des passerelles télescopiques, une place devant la gare, un hôtel, une aire de maintenance technique et plusieurs bâtiments industriels. Conçu pour accueillir jusqu'à 6 millions de passagers par an, il est situé dans le secteur sud de l'aéroport, à proximité des terminaux D, E et du terminal ferroviaire. Le terminal dispose de 15 positions équipées de passerelles télescopiques et est considéré comme le terminal le plus reconnaissable de l'aéroport.
En 2003, une salle pour les personnalités officielles et les délégations a été ouverte dans l'aile gauche du terminal. Deux salons VIP sont également disponibles au deuxième et troisième étages de l'aérogare. En 2009, une modernisation complète a été achevée: la zone stérile a été entièrement restructurée pour améliorer le confort des passagers, les cloisons ont été retirées pour ouvrir l'espace, et la zone Duty Free a été optimisée.
Le 25 décembre 2009, le terminal Sheremetyevo-2, initialement ouvert pour les Jeux olympiques de Moscou en 1980, a officiellement changé de nom pour devenir le terminal F, conformément à la nomenclature internationale alphabétique des terminaux. Cette décision visait à standardiser l'identification des terminaux.
En raison de l'épidémie de COVID-19, à partir du 31 janvier 2020, la répartition des vols a été modifiée, et le terminal F a commencé à desservir exclusivement les vols réguliers restants vers la Chine afin de mettre en œuvre un contrôle sanitaire. Avec la réduction progressive des liaisons internationales en raison de la pandémie, le terminal a finalement été utilisé uniquement pour les passagers arrivant sur des vols de rapatriement. À partir de la fin de 2021, le terminal a été fermé pour rénovation.

## Statistiques
Le graphique qui aurait dû être présenté ici ne peut pas être affiché car il utilise l'ancienne extension Graph, désactivée pour des questions de sécurité. Des indications pour créer un nouveau graphique avec la nouvelle extension Chart sont disponibles ici.

Voir la requête brute et les sources sur Wikidata.

### Zoom sur l'impact du covid de 2019-2020
Le graphique qui aurait dû être présenté ici ne peut pas être affiché car il utilise l'ancienne extension Graph, désactivée pour des questions de sécurité. Des indications pour créer un nouveau graphique avec la nouvelle extension Chart sont disponibles ici.

Voir la requête brute et les sources sur Wikidata.

## Compagnies aériennes et destinations

### Passager
| Compagnies               | Destinations |
| ------------------------ | --- |
| Aeroflot                 | - Abakan, - Aktaou, - Aktioubé, - Almaty, - Anapa, - Antalya, - Arkhangelsk-Talagi, - Astrakhan-Narimanovo, - Atyraw, - Bakou-H. Aliyev, - Bangkok-Suvarnabhumi, - Barnaoul, - Pékin-Daxing, - Beyrouth-Rafic Hariri, - Belgorod, - Bichkek Manas, - Boukhara, - Le Caire, - Tcheliabinsk-Balandino, - Chișinău, - Colombo-Bandaranaike, - Delhi-Indira Gandhi, - Denpasar-Bali, - Dubaï Al Maktoum, - Dubaï, - Gorno-Altaïsk (en), - Grozny, - Canton-Baiyun, - Hanoï-Nội Bài, - La Havane-José Martí, - Hô Chi Minh Ville (Tân Sơn Nhất), - Hong Kong, - Irkoutsk, - Istanbul, - Ijevsk (en), - Kaliningrad-Khrabrovo, - Karaganda-Sary-Arka, - Kazan, - Kemerovo, - Khabarovsk, - Khanty-Mansiïsk (en), - Kostanaï, - Krasnodar-Pashkovsky, - Krasnoïarsk-Iémélianovo, - Kyzylorda, - Magadan-Sokol (en), - Magnitogorsk, - Mahé-Seychelles international, - Makhatchkala, - Malé Velana, - Mineralniye Vody, - Minsk, - Bombay-Chhatrapati-Shivaji, - Mourmansk, - Nalchik (en), - Magas Oskanov (en), - Nijnekamsk-Begichevo, - Nijnevartovsk (en), - Nijni Novgorod-Strigino, - Novokouznetsk-Spichenkovo (en), - Novossibirsk-Tolmatchevo, - Novy Ourengoï, - Noursoultan, - Omsk, - Orenbourg-Tsentralni, - Orsk, - Och, - Penza (en), - Perm, - Petropavlovsk-Kamtchatski-Iélizovo, - Phuket, - Rostov-sur-le-Don/Platov, - Saint-Pétersbourg-Poulkovo, - Samara-Kouroumotch, - Samarcande, - Saransk, - Saratov-Gagarine, - Séoul-Incheon, - Shanghai-Pudong, - Chimkent, - Simféropol, - Sotchi-Adler, - Sourgout, - Syktyvkar (en), - Tachkent, - Téhéran-Imam-Khomeini, - Tel Aviv - Ben Gourion, - Tivat, - Tomsk-Bogachevo, - Tioumen-Roshchino, - Oufa, - Oulan Bator-Buyant Ukhaa, - Oulyanovsk-Baratayevka (en), - Valence, - Vladikavkaz (ru), - Vladivostok, - Volgograd (ex-Stalingrad), - Voronej (en), - Iakoutsk, - Iaroslavl-Tounochna, - Iékaterinbourg-Koltsovo, - Erevan-Zvarnots, - Ioujno-Sakhalinsk En saison : Bodrum-Milas, Dalaman, Guelendjik |
| Air Algérie              | Alger-Houari-Boumédiène |
| Air India                | Delhi-Indira Gandhi. |
| Ariana Afghan Airlines   | Kaboul, Mazâr-e Charîf |
| Azur Air                 | Cam Ranh En saison Charter : Antalya, Zanzibar |
| Beijing Capital Airlines | Hangzhou-Xiaoshan, Qingdao-Jiaodong |
| Belavia                  | Minsk |
| Cham Wings Airlines      | Damas |
| China Eastern Airlines   | Shanghai-Pudong, Xi'an-Xianyang |
| China Southern Airlines  | Pékin-Daxing, Canton-Baiyun, Lanzhou, Shenzhen-Bao'an, Ürümqi-Diwopu, Wuhan |
| Hainan Airlines          | Pékin-Capitale, Haikou |
| Iran Air                 | En saison : Téhéran-Imam-Khomeini |
| Nordwind Airlines        | - Blagovechtchensk-Ignatiévo, - Bokhtar/Qurghonteppa, - Tcheboksary (en), - Tcheliabinsk-Balandino, - Ferghana, - Istanbul, - Kazan, - Kemerovo, - Khabarovsk, - Krasnodar-Pashkovsky, - Krasnoïarsk-Iémélianovo, - Lənkəran, - Magnitogorsk, - Mineralniye Vody, - Nijnekamsk-Begichevo, - Nijnevartovsk (en), - Novokouznetsk-Spichenkovo (en), - Novossibirsk-Tolmatchevo, - Orenbourg-Tsentralni, - Orsk, - Perm, - Rostov-sur-le-Don/Platov, - Saint-Pétersbourg-Poulkovo, - Samara-Kouroumotch, - Saratov-Gagarine, - Simféropol, - Sotchi-Adler, - Tomsk-Bogachevo, - Türkmenabat, - Oufa, - Varadero-J.-G.-Gómez, - Volgograd (ex-Stalingrad), - Iékaterinbourg-Koltsovo, - Erevan-Zvarnots, En saison : - Karchi, - Namangan (en), - Omsk, - Samarcande, - Ourguentch, - Iakoutsk Charter : - Antalya, - Cam Ranh, - Puerto Plata - Gregorio Luperón, - Phuket, - Punta Cana, - Samaná-El Catey, - Surat Thani (en), En saison Charter : , - Bangkok-Suvarnabhumi, - Bourgas, - Dalaman, - Djerba-Zarzis, - Erzurum (en), - Izmir-A. Menderes, - Kayseri-Erkilet, - Monastir, |
| Pegas Fly                | Blagovechtchensk-Ignatiévo, Tcheboksary (en), Canton-Baiyun, Kazan, Krasnodar-Pashkovsky, Kourgan (en), Nijnekamsk-Begichevo, Orenbourg-Tsentralni, Orsk, Samara-Kouroumotch, Saransk, Simféropol, Oufa, Volgograd (ex-Stalingrad), Iékaterinbourg-Koltsovo En saison : Fuzhou-Chánglè, Hangzhou-Xiaoshan, Istanbul-S. Gökçen, Izmir-A. Menderes, Jinan, Nankin, Nanning, Shijiazhuang, Taiyuan-Wusu, Xi'an-Xianyang, Zhengzhou En saison Charter : Dubaï Al Maktoum. |
| Pobeda                   | Antalya, Barnaoul, Istanbul, Makhatchkala, Mineralniye Vody, Perm, Sotchi-Adler, Oufa, Iékaterinbourg-Koltsovo |
| Qatar Airways            | Doha-Hamad |
| Rossiya Airlines         | En saison Charter : - Antalya[réf. nécessaire], - Dubaï[réf. nécessaire], - Eilat-Ramon[réf. nécessaire], - Enfidha-Hammamet[réf. nécessaire], - Goa-Dabolim[réf. nécessaire], - Punta Cana, - Zanzibar. |
| Royal Flight             | En saison Charter : - Agadir-Al Massira, - Antalya, - Bodrum-Milas, - Colombo-Bandaranaike, - Dalaman, - Djerba-Zarzis, - Dubaï Al Maktoum, - Enfidha-Hammamet, - Gazipaşa-Alanya, - Goa-Dabolim, - Guiyang, - Hefei, - Chongqing-Jiangbei, - Malé Velana, - Nanning, - Cam Ranh, - Phuket, - Phú Quốc, - Punta Cana, - Charjah, - Taïwan-Taoyuan, - Varadero-J.-G.-Gómez, - Yinchuan Hedong, - Zanzibar |
| Severstal Air            | Kirovsk-Apatity (en), Tcherepovets (en) |
| Sichuan Airlines         | Chengdu-Shuangliu |
| Ural Airlines            | Simféropol, Sotchi-Adler, Iékaterinbourg-Koltsovo |
| Vietnam Airlines         | Hanoï-Nội Bài En saison Charter : Cam Ranh, Phú Quốc. |
| Yamal Airlines           | Salekhard (en). |

Édité le 09/06/2021

### Cargo
| Compagnies                                     | Destinations |
| ---------------------------------------------- | --- |
| AirBridgeCargo Airlines                        | Amsterdam, Anchorage, Atyraw, Beijing–Capital, Chengdu, Chicago-O'Hare, Francfort, Hahn, Helsinki, Hong Kong, Jakarta–Soekarno Hatta, Leipzig/Halle, Londres-Heathrow, Los Angeles, Milan-Malpensa, Paris-Charles de Gaulle, Séoul–Incheon, Shanghai–Pudong, Singapour, Tokyo-Narita, Saragosse, Zhengzhou, Châlons |
| Air Koryo                                      | Pyongyang |
| ASL Airlines Belgium                           | Liège |
| Etihad Cargo opéré par AirBridgeCargo Airlines | Abu Dhabi |
| Korean Air Cargo                               | Francfort, Séoul-Incheon |
| Lufthansa Cargo                                | Francfort, Séoul–Incheon, Tokyo-Narita |
| Polet Airlines                                 | Hong Kong, Lahore |
| Silk Way Airlines opéré par Sky Gates Airlines | Bakou, Maastricht/Aix-la-Chapelle. |

## Accès terrestre

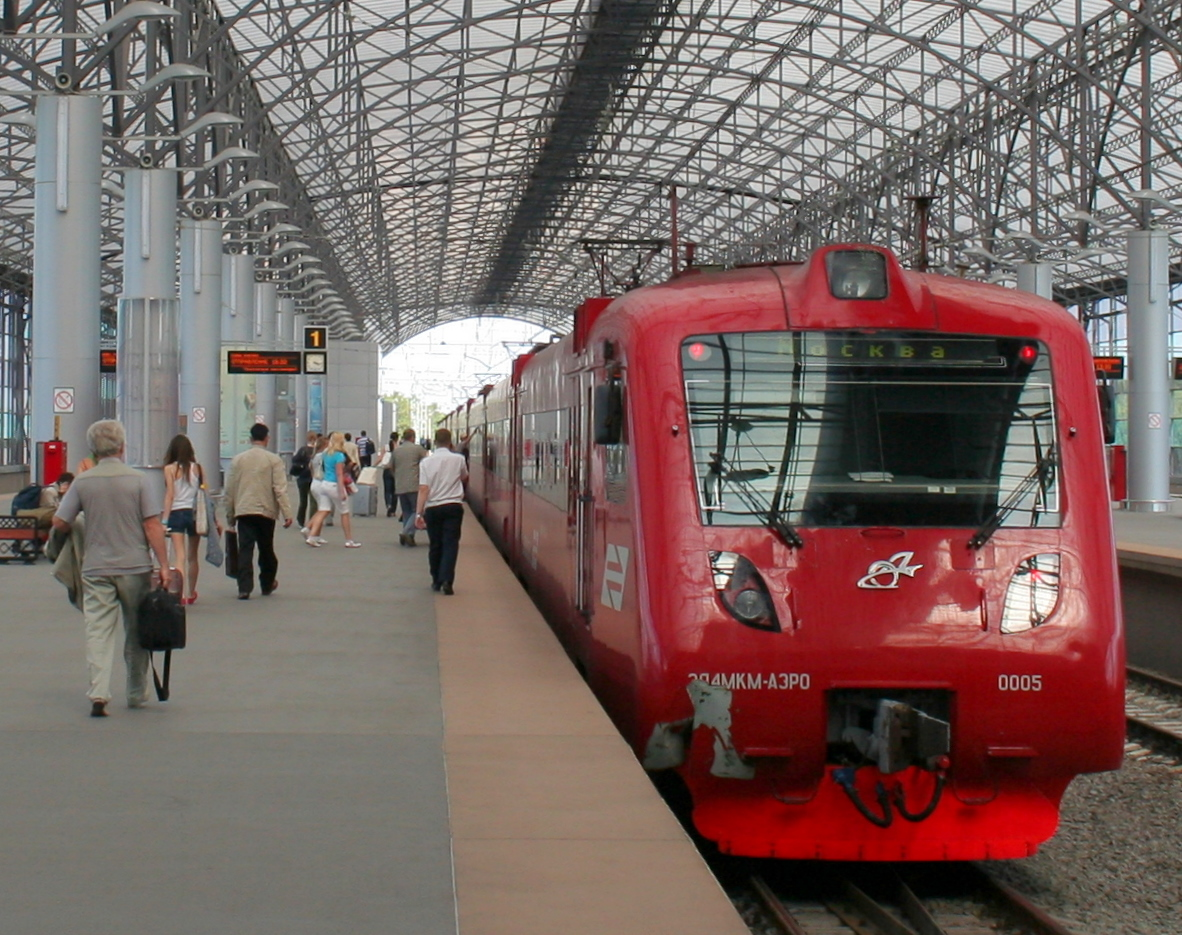
Le train Aéroexpress à la gare de Biélorussie à Moscou.

### Train
Depuis novembre 2004, une voie de chemin de fer rapide, Aéroexpress, a été mise en place entre la gare de Saviolovo dans Moscou, et la gare de Lobnia qui se trouve à 7 kilomètres de l'aéroport. Le reste de la distance doit se faire en bus ou en taxi. Le 10 juin 2008, une station a été ouverte devant le terminal F pour une liaison ferroviaire directe avec la gare de Saviolovo. Des navettes de bus transportent les passagers vers les terminaux B et C. Depuis le 28 août 2009, la ligne est étendue au-delà de Saviolovo jusqu'à la gare de Biélorussie dans Moscou. Il est prévu qu'en 2015, une voie de chemin fer connecte entre eux les trois principaux aéroports moscovites. Aéroexpress est une filiale de la Compagnie des chemins de fer russes.

### Route
L'autoroute M10 est la voie principale d'accès à l'aéroport. Elle est parfois très embouteillée. Elle est empruntée par les voitures de particuliers, les taxis, les mini-bus privés (marchroutka) et les autobus, pour rejoindre le centre de Moscou. À l'intérieur de l'aéroport, des navettes de bus font la liaison entre la partie nord (terminaux B et C) et la partie sud (terminaux D, E, et F).

## Au cinéma
- La Mort dans la peau (film, 2004).